# گورکویه-پرشیچنویه
گورکویه-پرشیچنویه (روسی: Горькое-Перешеечное) یک دریاچه در سرزمین آلتای کشور روسیه است.